# Primera Avenida (línea Canarsie)
La Primera Avenida es una estación en la línea Canarsie del Metro de Nueva York de la división B del Brooklyn–Manhattan Transit Corporation. La estación se encuentra localizada en East Village, Manhattan entre la Primera Avenida y la Calle 14 Este. La estación es servida en varios horarios por los trenes del Servicio .